# Тарановская
Тарановская — упразднённая станция в Тарановском районе Костанайской области Казахстана. Ликвидировано в 2009 г. Входила в состав Асенкритского сельского округа.

## География
Станция располагалась у одноимённой железнодорожной станции на линии Карталы 1 — Тобол Южно-Уральской железной дороги, в 12 км к северо-западу от посёлка Тобол.

## Население
В 1989 году население сстанции составляло 39 человек (из них русские — 37 %).
В 1999 году население станции составляло 40 человек (19 мужчин и 21 женщина).